# Operátor (matematika)
A matematikában az operátor szó különféle jelentésekben is használatos:
| 1. Az algebrában és számítógéptudományban: műveleti jel, a műveletek elnevezésére használt szimbólum. 2. Informatikai tárgyú, vagy a matematikai precizitást szem előtt nem tartó matematikai szakmunkákban (gyakorta külföldi írások fordításaiban) használják e szót néha mint a „művelet” szinonimáját is. 3. Szintén az algebrában, egy külső művelet ún. operátortartományának elemeit nevezzük operátornak. 4. Az analízisben olyan műveleti utasítás, mely egy adott osztályú (mondjuk valós-valós) függvényt egy ugyanolyan osztályú függvénybe képez, tehát operátor egy valamely függvényeken értelmezett és függvény értékű függvény (pl. a differenciálás „operátora”). Ld. operátor (analízis). |

## Lásd még
- operátor